# Лавровка (Северо-Казахстанская область)
Лавровка (каз. Лавровка) — село в Айыртауском районе Северо-Казахстанской области Казахстана. Входит в состав Антоновского сельского округа. Код КАТО — 593233680.

## Население
В 1999 году население села составляло 1030 человек (499 мужчин и 531 женщина). По данным переписи 2009 года в селе проживало 666 человек (318 мужчин и 348 женщин).

## Известные уроженцы
В селе родился Герой Социалистического Труда Виктор Петров.